# Polana tortora
Polana tortora är en insektsart som beskrevs av Delong 1980. Polana tortora ingår i släktet Polana och familjen dvärgstritar. Inga underarter finns listade i Catalogue of Life.